# Притулок для тварин

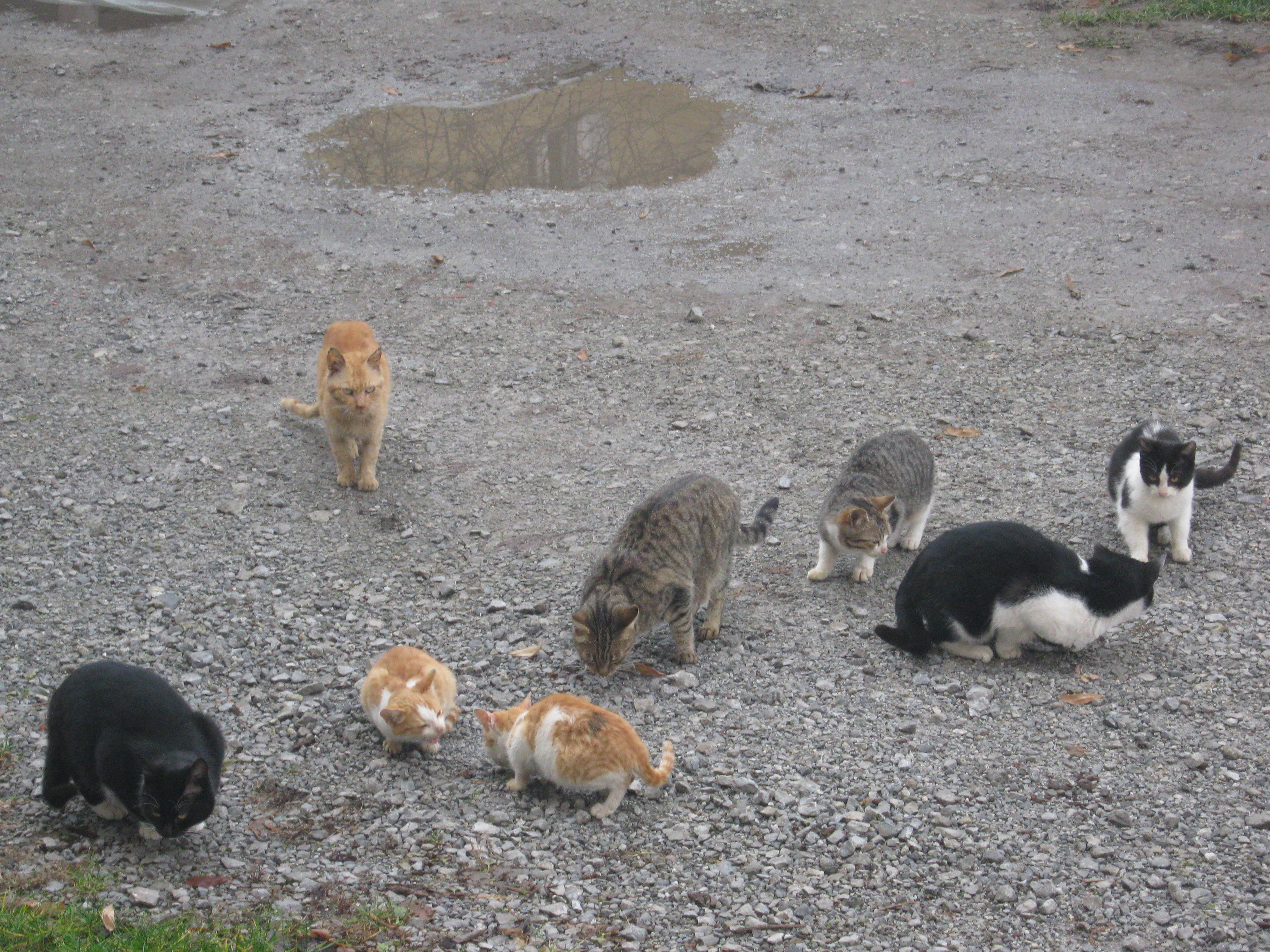
Безпритульні коти

Приту́лок для твари́н — тимчасовий штучний прихисток для тварин, які опинилися в невластивому для них середовищі існування. У притулку долею та побутом тварин опікуються працівники притулку — державні службовці або волонтери, залежно від типу притулку.

## Опис
Частіше за все цими тваринами є безпритульні коти та собаки, що опинилися на вулиці з різних причин: загубилися, втратили господаря, були викинуті або народилися на вулиці у безпритульних батьків.

## Різновиди
Притулки для тварин можуть існувати у вигляді благодійних організацій, комунальних підприємств або ж домашніх притулків.
Благодійні організації існують за рахунок добровільних пожертв громадян та коштом спонсорів. Зазвичай такі організації добре розрекламовані та знаходять різні шляхи збору коштів для потреб безпритульних тварин.
Комунальні підприємства створюються на основі державних установ і підпорядковуються адміністрації міста, де розташовані. КП відрізняються тим, що вони, окрім звичної діяльності, часто займаються реалізацією тварин, виготовленням та реалізацією кормів для тварин, наданням платних консультацій, наданням платних ветеринарних послуг. Також КП можуть проводити евтаназію тварин за ветеринарними показниками та їх захоронення або кремацію.
Домашні притулки — приватні незареєстровані на офіційному рівні притулки, що діють у приватних будинках, квартирах та інших помешканнях наданих на добровільній основі фізичними особами. Частіше за все цими особами є любителі тварин чи самотні люди, які підбирають безпритульних тварин на вулиці і піклуються про них.
Діяльність притулків в Україні регламентується рядом документів, як то: Про затвердження Положення про притулок для тварин, Про затвердження Ветеринарно-санітарних вимог до утримання тварин у притулках та іншими.

## Історія

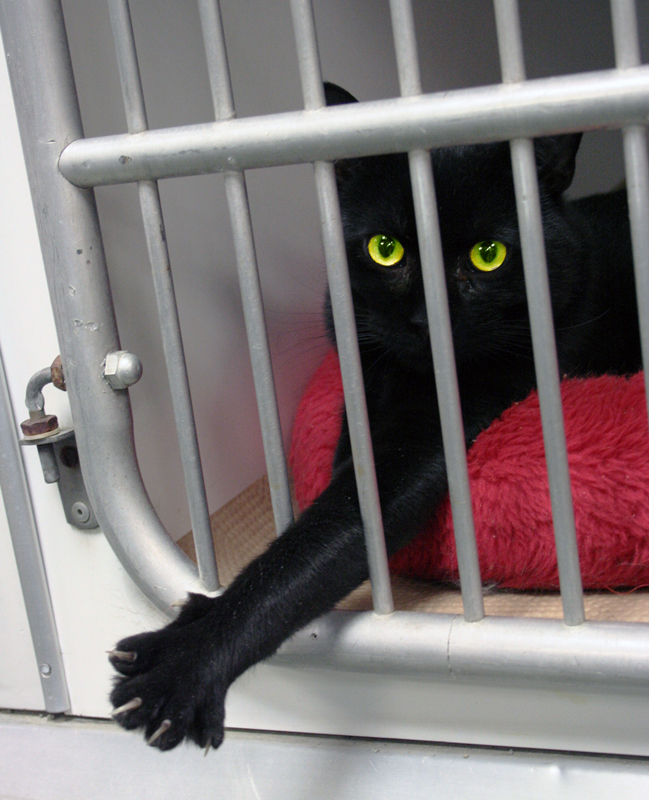
Чорна кішка в притулку очікує на нового хазяїна

Практика надання допомоги безпритульним тваринам сягає корінням XVII ст. Саме тоді, 1695 року, в Японії у місті Едо (нині Токіо) з'явився перший з відомих нам притулків для безпритульних собак. Тоді притулок було відкрито за ініціативою феодального правителя сьоґуна Токуґави Цунайосі, відомого на прізвисько «Інукобо», або «Собачий сьогун». 270 співробітників притулку, що утримувався за рахунок платників податків, були зобов'язані догоджати собакам, стежити за тим, щоб вони не лізли в бійку один з одним.
У США перші притулки для тварин з'явилися в XIX столітті. 1883 року в штаті Огайо було створено «Столичне гуманне суспільство» (The Capital Area Humane Society). На 2001 рік через нього щорічно проходило понад 10 тис. покинутих собак і котів. Основне завдання притулку — пошук нових господарів для безпритульних тварин. Співробітники притулку — волонтери у віці від 16 років, вони обслуговують собак, лікують їх, гуляють з ними і перевіряють, як тварини живуть у нових господарів.
2009 року в США налічувалось 3500 притулків. В Австралії перший притулок «Будинок втрачених собак» (The Lost Dogs' Home) було засновано 1912 року, це третій за величиною притулок в країні. За 2001 рік через нього пройшло 20 тис. собак і котів. Як і в США, в цій країні притулки — це благодійні організації, що існують на пожертви громадян. Собака не встигає стати безпритульним, опинившись на вулиці. Про загублених тварин заведено повідомляти в притулки, після цього волонтери негайно приїжджають, щоб забрати тварину. Відповідно до прийнятого в 1994 році закону «Про домашніх тварин», у господаря є вісім днів, щоб заявити права на знайденого собаку. Тварина проходить ветеринарний контроль. Якщо у собаки є серйозні невиліковні захворювання, що завдають йому страждань, його присипляють.
У Великій Британії перший офіційно зареєстрований притулок для покинутих котів було засновано 1885 року в Дубліні. Не у всіх з нині існуючих притулків є свої приміщення — їх волонтери тримають тварин у себе вдома, поки підшукують їм нових господарів. У Ліверпулі будь-якого собаку, який перебуває на вулиці або в міських парках без господаря, відловлюють і поміщають до притулку «Королівського товариства захисту тварин» (RSPCA), де його тримають до 7 днів. Якщо знайдеться господар, то собаку йому повертають після сплати за вилов і утримання. Якщо протягом тижня ніхто не забере пса, то він переходить у власність RSPCA, яке може ухвалити рішення про його присипляння або передачу новому власнику. За даними 2008 року, єдиний в Лондоні притулок для безпритульних собак — приватний і вміщував 700 тварин.
Деякі притулки спеціалізуються на котах або собаках певних порід. Притулок Golden Endings (США) приймає безпритульних спанієлів, Bearded Collie Rescue Support — колі, іспанська S.O.S. Galgos — хортів. У деяких притулках, зокрема в канадському притулку «Допомога тварині» (Animal Aid) допускається присипляння собак у виняткових випадках, наприклад при високій агресивності звіра.

## Основні напрямки діяльності
- Догляд за тваринами
- Годування тварин
- Надання ветеринарної допомоги
- Вакцинація
- Стерилізація
- Допомога в пошуку господаря
- Евтаназія невиліковних, агресивних і, в деяких випадках, незатребуваних тварин

## Притулки в Україні

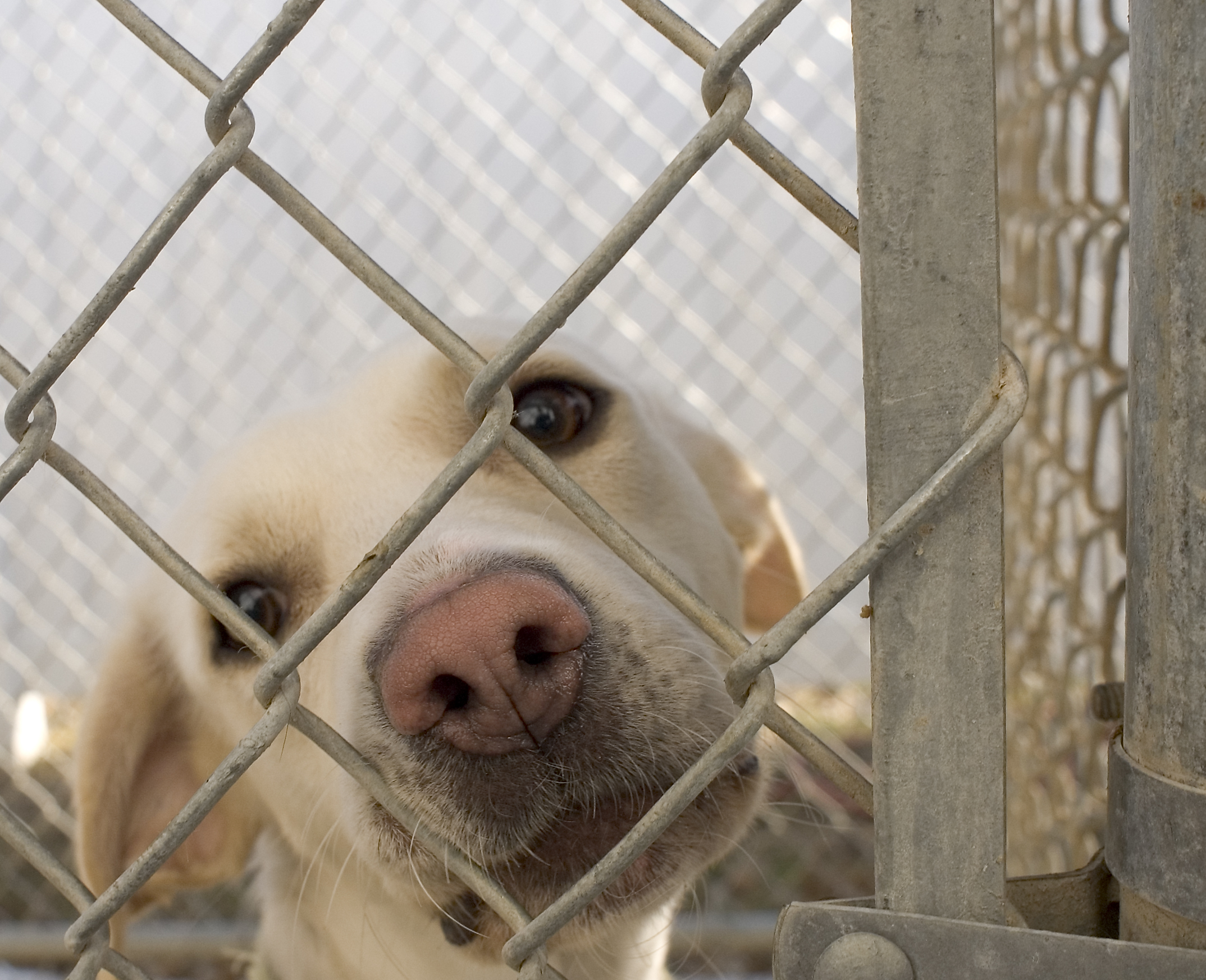
Пес у пожиттєвому притулку для тварин. Вашингтон, Айова.

- Київ — Товариство захисту тварин «SOS»
- Львів — Притулок для бездомних тварин «Милосердя»
- Львів — ЛКП «Лев»
- Донецьк — Притулок для бездомних тварин «ПІФ»
- Черкаси — Притулок для бездомних тварин на базі КП «Черкаська служба чистоти»
- Одеса — Притулок для бездомних тварин «Ковчег»
- Київ — Притулок для бездомних тварин «Сіріус»
- Київ — КП «Притулок для тварин»
- Запоріжжя — Притулок для тварин «Дай лапу, друг»

### Притулки та реабілітаційні центри для диких тварин
- Біла скеля (ведмежий притулок);
- Домажир (ведмежий притулок);

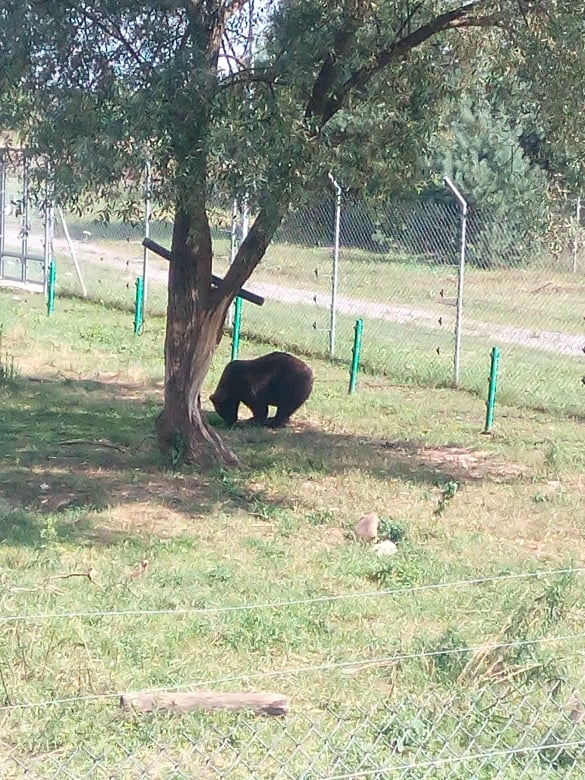
ведмідь в притулку "Домажир"

- Реабілітаційний центр бурого ведмедя;
- Екопарк «Долина Вовків»;
- Реабілітаційний центр «Парк хижаків Арден»;
- Притулок для Диких тварин;
- Притулок для птахів і дрібних тварин «Місячна долина»;
- Реабілітаційний центр міста Василівка;
- Центр реабілітації та реінтродукції диких тварин "Галицький".[4][5][6][7][8][9]

## Зоозахисні організації в Україні
Притулки для бездомних тварин частіше за все діють під керівництвом зоозахисних та природоохоронних організацій.
В Україні діють, зокрема, такі організації:
- Київське товариство захисту тварин
- Західно-Українське товариство захисту тварин
- Товариство захисту тварин «SOS» (Київ)
- ГО «Волинське товариство захисту тварин» (Луцьк)
- Центр захисту тварин «Притулок» (Суми)
- «ФАС», Федерація аматорів собаківництва (Рівне)
- Кіровоградська міська громадська організація захисту тварин «БІМ»
- Дніпропетровська спілка захисту тварин «Вірність»
- Міське громадське об'єднання мініпритулків «ГНОМ» (Київ)
- Харківське обласне товариство захисту тварин
- «Ліга допомоги тваринам» (Харків)
- Херсонське обласне товариство захисту тварин та рослин «Вірні друзі»
- Черкаський форум допомоги тваринам
- Товариство захисту прав тварин «Дай лапу, друг» (Запоріжжя)
- Обласна громадська зоозахисна організація «Під Егідою» (Рівне)
- Громадська Організація «Зоозахист-Рівне» (Рівне)
- «ДоброКіт» (Черкаси)[10]